# アメリカン・アイドル (シーズン5)
アメリカン・アイドル (シーズン5)は、アメリカFOXのリアリティ番組、アメリカン・アイドルの第5シーズンである。2006年1月17日から5月24日までで放送され、日本では1月25日からFOXチャンネルで放送された。

## オーディション
地方予選は2005年の夏から秋にかけて、下記の7都市で行われた。
- イリノイ州シカゴ
- コロラド州デンバー
- ノースカロライナ州グリーンズボロ
- カリフォルニア州サンフランシスコ
- ネバダ州ラスベガス
- テキサス州オースティン
- マサチューセッツ州フォックスボロ

## ファイナリスト

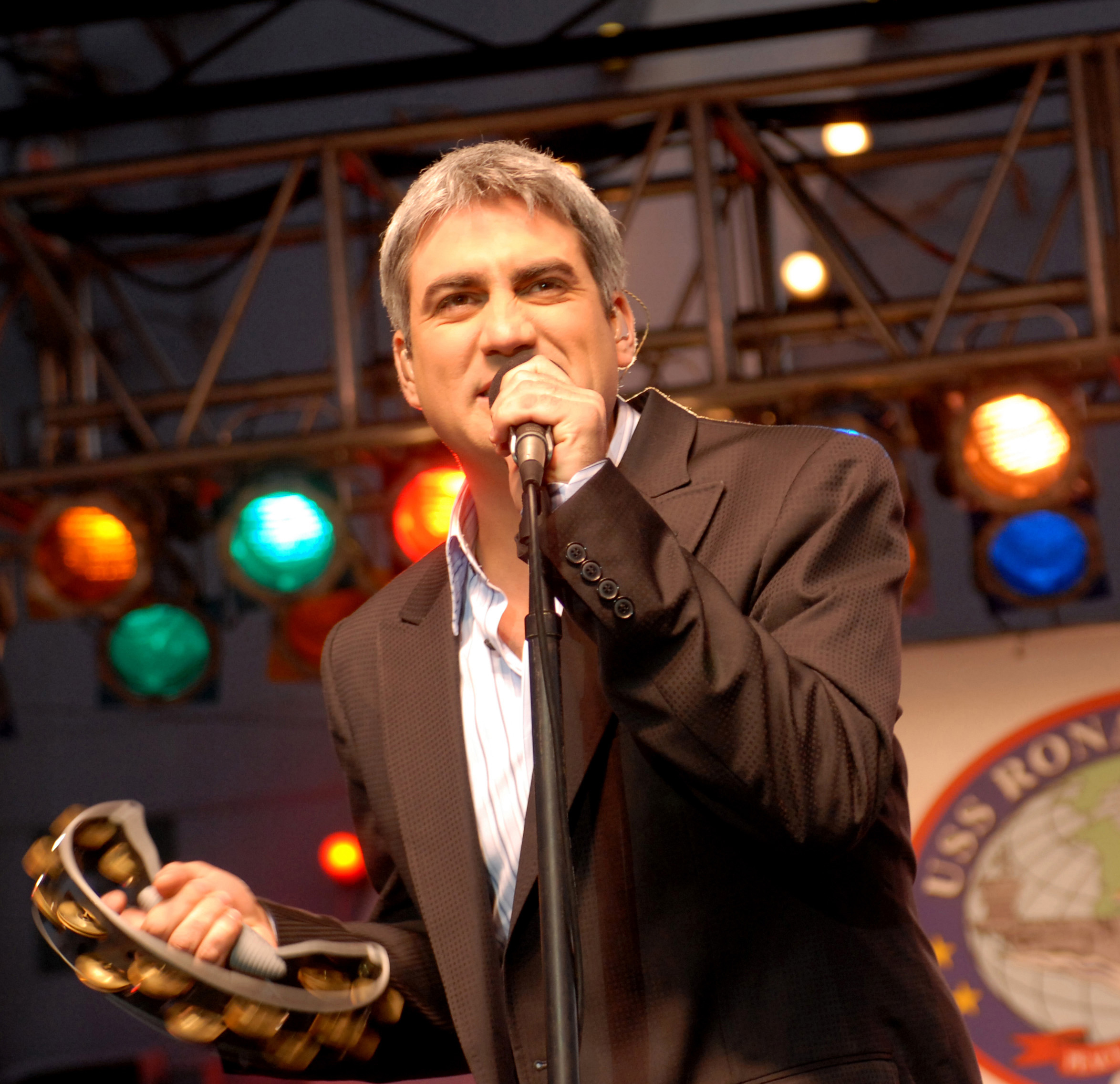
アメリカン・アイドル (シーズン5)に優勝したテイラー・ヒックス

- 優勝：テイラー・ヒックス (Taylor Hicks)。アラバマ州出身。その若白髪から"Silver Fox"と呼ばれる。当初からランディとポーラに高く評価されたものの、サイモンに「最後まで行かないだろう」と言われた。しかしその独特のダンスとソウルフルな歌声で安定した人気を誇る。ファイナリスト24が選ばれる際、ブルースハープを吹きながら登場。

- Top 2：キャサリン・マクフィー (Katharine McPhee)。サンフランシスコ出身。ボイス・コーチの母親の元、歌のトレーニングを受けていた。抜群の歌唱力と自然な雰囲気で、最初のオーディションの時から注目を集めていた。

- Top 3：エリオット・ヤミン（Elliott Yamin）。ロサンゼルス出身。片耳がほとんど聞こえないというハンデがありながらすばらしい歌声を披露。ポーラが感動して泣いたこともある。2007年3月にデビューアルバム"Elliott Yamin"をリリース。

- Top 4：クリス・ドートリー。ノースカロライナ州出身。最初から最後までロックで攻めた。優勝候補と見られていたが4位に留まる。アメリカン・アイドルの後は自分の名前を冠したバンド「ドートリー」でデビュー、2006年のデビューアルバムでビルボード1位を記録。

- Top 5：パリス・ベネット（Paris Bennett）。イリノイ州出身。祖母も母も歌手の家族に生まれる。歌が上手いだけでなくステージ上でのパフォーマンスも堂に入っていた。2007年3月にデビューアルバム"Princess P"をリリース。

- Top 6：ケリー・ピックラー（Kellie Pickler）。ノースカロライナ州出身のカントリー・ガール。イカを見たことがなかったり、"Salmon"(サーモン)を「サルモン」と発音したりと天然ぶりを発揮。父親は現在服役中で、ファーストフード店でウェイトレスをしながら祖父と暮らしていた。歌のトレーニングを受けたことはない。2006年にデビューアルバム"Small Town Girl"をリリース。また、FOXで放映予定のシットコムに出演する予定もある。
  - Official Artist Website

- Top 7：エース・ヤング（Ace Young）。デンヴァー出身。甘いマスクでポーラのお気に入りであった。いつも帽子をジーンズの後ろのポケットに入れていた。
  - Official Website

- Top 8：バッキー・コヴィントン（Bucky Covington）。ノースカロライナ州出身。ロックンロールやカントリーを得意とする独特のスタイルを持っていた。同じくミュージシャンの双子の弟がいる。2007年4月にデビュー・アルバムをリリース。
  - Bucky Covington Official Website

- Top 9：マンディーサ（Mandisa）。テネシー州出身。かなり大柄で、最初のオーディションの時、サイモンに「（彼女のために）大きなステージがいる」と言われ、傷ついたとサイモンに語り、サイモンが謝罪した。パワフルな歌声が人気を集めた。

- Top 10：リサ・タッカー（Lisa Tucker）。カリフォルニア州出身。オーディション時に16歳で、その声量に審査員が皆驚かされ、サイモンに「これまでで最高の16歳だ」と言わせた。ミュージカル「ライオン・キング」に出演の経験があり。アメリカン・アイドル後、人気テレビドラマ「The O.C.」に出演。
  - Lisa Tucker Official Fan Site

- Top 11：ケヴィン・コヴェス（Kevin Covais）。ニューヨーク州出身。オーディション時は16歳。か弱い外見とは裏腹に歌は上手い。「チキン・リトル」に似ていると言われる。サイモンにはあまり気に入られなかったようである。
  - Official Website

- Top 12：メリッサ・マクギー（Melissa McGhee）。フロリダ州出身。シーズン2のオーディションにも参加したが、その時は落選。2度目の挑戦でTop12まで残った。

## 各週のテーマ
- Week1
  - 地方予選・ハリウッド予選を勝ち抜いた24人が、自分の好きな歌を熱唱。男性2名・女性2名の4人が落選。
- Week2
  - 男性2名・女性2名の4人が落選。
- Week3
  - 男性2名・女性2名の4人が落選。ファイナリスト12名が決定。この12名ははコンピレーションアルバム「American Idol Season 5 encores」に1曲ずつ収録する権利が
- Week4
  - テーマ：スティーヴィー・ワンダー（ゲスト&指導 スティーヴィー・ワンダー）。練習でも本番でも歌詞を間違えてしまったメリッサ・マクギーが姿を消した。
- Week5
  - テーマ：50's（ゲスト&指導 バリー・マニロウ）。ナット・キング・コールの"When I Fall in Love"を歌ったケヴィン・コヴェスが落選。
- Week6
  - テーマ：21世紀の歌（ゲスト シャキーラ）。当初は優勝候補と見られていたリサ・タッカーが落選。
- Week7
  - テーマ：カントリー（ゲスト&指導 ケニー・ロジャース）
- Week8
  - テーマ：クイーン（指導 クイーン）
- Week9
  - テーマ：アメリカン・スタンダード（ゲスト&指導 ロッド・スチュワート）
- Week10
  - テーマ：ラブソング（ゲスト&指導 デイヴィッド・フォスター、アンドレア・ボッチェリ）
- Week11
  - テーマ：1曲目-自分が生まれた年のヒット曲、2曲目-最新ビルボードチャートのヒット曲
- Week12
  - テーマ：エルヴィス・プレスリー（指導 トミー・モトーラ）。ファイナリスト4人はプレスリーの邸宅を訪れ、プリシラ・プレスリーとも面会した。高い人気を誇っていたクリス・ドートリーが落選し、思いもかけない展開となる。
- Week13
  - テーマ：1曲目-クライヴ・デイヴィスの選曲、2曲目-審査員の選曲、3曲目-候補者自身による選曲。かなりの僅差でエリオット・ヤミンが落選。決勝にはテイラー・ヒックスとキャサリン・マクフィーが残った。
- Week14
- ファイナル(Week15)

## 決勝
コダック・シアターで行われたファイナルでは、テイラー・ヒックスとキャサリン・マクフィーが1、2曲目に過去の自分のパフォーマンスからの曲、3曲目にデビューシングル（新曲）を歌い、3時間で総数6000万票以上に及ぶ電話投票の結果、テイラー・ヒックスが優勝した。
ファイナリスト12人によるパフォーマンスの他、メアリー・J・ブライジ、ミートローフ、ライブ、ディオンヌ・ワーウィック、バート・バカラック、トニー・ブラクストン、プリンスなどの大物アーティストも登場した。また、アメリカンアイドル出身のキャリー・アンダーウッドとクレイ・エイケンも歌声を披露した。

## トリビア
優勝したテイラー・ヒックスと審査員のサイモンは同じ10月7日生まれ